# Ronald Desruelles
Ronald Desruelles (Anversa, 14 febbraio 1955 – Patong, 1º novembre 2015) è stato un velocista e lunghista belga, campione europeo indoor dei 60 metri piani nel 1986 e bronzo mondiale nella stessa specialità nel 1985.

## Biografia
Nella prima parte di carriera è stato uno specialista del salto in lungo, vincendo la medaglia d'argento agli Europei indoor del 1978 con la misura di 7,75 m, per poi passare alla velocità nei primi anni ottanta. Agli Europei indoor del 1980 si era inizialmente aggiudicato la medaglia d'oro nel salto in lungo, ma gli fu successivamente revocata per doping.
Agli europei indoor 1984 a Göteborg ha vinto il bronzo nei 60 m piani con il tempo di 6"69, battuto di un centesimo sia dal primo, il tedesco occidentale Christian Haas, che dal secondo, l'italiano Antonio Ullo. Nel 1985 ha conquistato un'altra medaglia di bronzo sempre sui 60 m piani con 6"68, nell'edizione inaugurale dei mondiali indoor (all'epoca chiamati Giochi mondiali) nel 1985 al Palasport di Bercy, Parigi. Nella medesima specialità è stato finalista nell'edizione di Indianapolis del 1987 dei Mondiali indoor, giungendo quinto.
Specialista delle competizioni indoor, ha preso parte a due edizioni dei Giochi olimpici, nel salto in lungo a Montréal 1976 e nei 100 m piani a Los Angeles 1984, senza ottenere risultati di rilievo.
È morto suicida in Thailandia nel 2015 all'età di 60 anni.

## Record nazionali

### Seniores
- 60 metri piani indoor: 6"56 ( Maastricht, 10 febbraio 1985 -  Sindelfingen, 5 febbraio 1988)

## Palmarès
| Anno | Manifestazione  | Sede         | Evento         | Risultato        | Prestazione | Note |
| ---- | --------------- | ------------ | -------------- | ---------------- | ----------- | ---- |
| 1976 | Giochi olimpici | Montréal     | Salto in lungo | 17º (q)          | 7,60 m      |      |
| 1978 | Europei indoor  | Milano       | Salto in lungo | Argento          | 7,75 m      |      |
| 1979 | Europei indoor  | Vienna       | Salto in lungo | 4º               | 7,79 m      |      |
| 1982 | Europei indoor  | Milano       | Salto in lungo | 7º               | 7,75 m      |      |
| 1984 | Europei indoor  | Göteborg     | 60 m piani     | Bronzo           | 6"69        |      |
| 1984 | Giochi olimpici | Los Angeles  | 100 m piani    | Batteria         | 10"46       |      |
| 1985 | Mondiali indoor | Parigi       | 60 m piani     | Bronzo           | 6"68        |      |
| 1985 | Europei indoor  | Il Pireo     | 60 m piani     | Bronzo           | 6"64        |      |
| 1986 | Europei indoor  | Madrid       | 60 m piani     | Oro              | 6"61        |      |
| 1987 | Europei indoor  | Liévin       | 200 m piani    | 6º               | 21"78       |      |
| 1987 | Mondiali indoor | Indianapolis | 60 m piani     | 5º               | 6"67        |      |
| 1987 | Mondiali        | Roma         | 100 m piani    | Quarti di finale | 10"69       |      |
| 1988 | Europei indoor  | Budapest     | 60 m piani     | Argento          | 6"60        |      |
| 1989 | Europei indoor  | L'Aia        | 60 m piani     | 5º               | 6"66        |      |
| 1989 | Mondiali indoor | Budapest     | 60 m piani     | Batteria         | 6"64        |      |